# Heinrich Straßmann

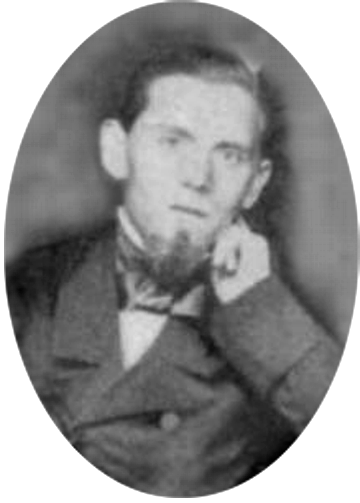
Heinrich Straßmann

Heinrich Straßmann (auch Strassmann) (* 1834 in Rawitsch, Posen; † 25. September 1905 in Berlin) war ein deutscher Allgemeinarzt und Frauenarzt.
Heinrich Straßmann wurde 1834 in einer jüdischen Familie, als fünfter Sohn von Heiman und Judith Straßmann geboren. Ferdinand, Samuel (1826–1879) und Wolfgang Straßmann, später Ärzte wie Heinrich, waren seine Brüder. Er besuchte das Gymnasium in Lissa und studierte Medizin an der Universität Berlin. Zusammen mit Ferdinand, Samuel und Wolfgang gab Heinrich die damals bekannte Fachzeitschrift „Graevelsche Notizen für praktische Ärzte“ heraus. Später praktizierte Heinrich Straßmann als Kassen- und Frauenarzt in Berlin und wurde zum Königlichen Sanitätsrat ernannt. Im Deutsch-Dänischen Krieg 1864 war er als Assistenzarzt im Feldlazarett der 6. Infanterie-Division tätig. Da er aufgrund einer Infektion im Jahre 1866 auf einem Ohr das Gehör verlor, war er in den nächsten Kriegen wehrdienstuntauglich. Bei einer Choleraepidemie in Berlin meldete er sich jedoch freiwillig zum Dienst in den Armenvierteln.
Heinrich heiratete Louise Lewy und bekam mit ihr vier Kinder, zwei Söhne und zwei Töchter. Paul Ferdinand Straßmann, der älteste Sohn, wurde später ein bekannter Gynäkologe. Heinrich Straßmann starb 1905 im Alter von 71 Jahren an den Folgen eines Darmverschlusses in der chirurgischen Klinik Ernst von Bergmanns.